# ريتشارد سولومون (عالم نفس)
ريتشارد سولومون (بالإنجليزية: Richard Solomon)‏ هو عالم نفس أمريكي، ولد في 2 أكتوبر 1918 في بوسطن في الولايات المتحدة، وتوفي بنفس المكان في 12 أكتوبر 1995.